# 埃斯基维亚斯
埃斯基维亚斯，是西班牙卡斯蒂利亚-拉曼恰托莱多省的一个市镇。总面积25平方公里，总人口3928人（2001年），人口密度157人/平方公里。